# 雷薩克島
66°42′S 141°14′E / 66.700°S 141.233°E
雷薩克島（英語：Ressac Island），是南極洲的島嶼，位於阿黛利地，處於霍爾島以東1.9公里，由美國海軍拍攝空中照片和法國探險隊繪入地圖，現時由南極條約體系管理。